# Sajóvámos
Sajóvámos là một thị trấn thuộc hạt Borsod-Abaúj-Zemplén, Hungary. Thị trấn này có diện tích 31,22 km², dân số năm 2010 là 2227 người, mật độ 71 người/km².